# Пархоменко, Татьяна Александровна
Пархоменко Татьяна Александровна (род. 21 октября 1956 г., Москва) — российский историк, специалист в области истории культуры России, русского зарубежья, культурологических исследований. Доктор исторических наук (2008), руководитель отдела культурологии Российского научно-исследовательского института культурного и природного наследия им. Д. С. Лихачёва (Институт наследия). Член-корреспондент Российской академии естествознания. Автор 135 научных работ.

## Биография
Татьяна Александровна Пархоменко родилась 21 октября 1956 года в Москве в семье ученого в области географии и военного врача.
В 1974 году, после окончания средней немецкой спецшколы № 3 города Москвы, продолжила обучение в Московском государственном историко-архивном институте (МГИАИ), сначала в качестве студентки, а потом аспирантки. В 1987 году защитила диссертацию на соискание ученой степени кандидата исторических наук. Тема — «Культурно-просветительная деятельность в России (вторая половина XIX в. — 1917 г.»
В 2008 году защитила диссертацию на соискание ученой степени доктора исторических наук. Тема — «Российская интеллектуальная элита в поисках „нового пути“ (последняя треть XIX — первая треть XX века»).
В 1980—2013 годы — работа в Научно-исследовательском институте Культуры / Российском институте культурологии: младший научный сотрудник, старший научный сотрудник, заведующая сектором культуры русского зарубежья.
С 2013 года — работа в Российском научно-исследовательском институте культурного и природного наследия им. Д. С. Лихачёва (Институт наследия): заведующая отделом культурного взаимодействия государства, религии и общества, руководитель центра культурного наследия русского зарубежья, руководитель отдела культурологии.
В 2007 году — награждена грамотой Министерства культуры РФ за «большой вклад в развитие культуры и массовых коммуникаций».
В 2018 — стала лауреатом Национальной премии России «Лучшие книги и издательства года — 2017» за книгу «Мыслитель и творец в культуре России порубежной эпохи (от царской империи к Советскому Союзу)».
В 2020 году — избрана член-корреспондентом Российской академии естествознания.

## Сфера научной деятельности
- История культуры России
- История культуры русского зарубежья
- Россика
- Историческая биография
- Культурология

## Членство в диссертационных и экспертных советах
Член объединённого совета по защите докторских и кандидатских диссертаций Д 909.224.03, созданного на базе Российского НИИ культурного и природного наследия им. Д. С. Лихачёва, Краснодарского государственного института культуры, Крымского университета культуры, искусства и туризма.
Член Академической экспертизы Национального исследовательского университета «Высшая школа экономики».

## Работы

### Монографии
- Пархоменко Т. А. Российская цивилизация: между Западом и Востоком М.: Институт наследия, 2021. 152 с. ISBN 978-5-86443-342-3.
- Пархоменко Т. А. Культурное наследие русского зарубежья в диалоге цивилизаций XV — начала XX веков. М.: Институт наследия, 2019. 336 с. ISBN 978-5-86443-266-2.
- Пархоменко Т. А. Россия, русское зарубежье и Германия: диалог культур в историческом пространстве XX века. Saarbrücken: LAP LAMBERT Academic Publishing, 2019. 84 с. ISBN 978-613-9-44612-4; ISBN 6139446120
- Пархоменко Т. А. Мыслитель и творец в культуре России порубежной эпохи (от
- царской империи к Советскому Союзу). М.: Институт наследия, 2017. 678 с. ISBN 978-5-86443-246-4; ISBN 978-5-86443-240-2.
- Пархоменко Т. А. (в соавторстве). Наука о культуре: История Российского НИИ культурного и природного наследия им. Д. С. Лихачёва и Центрального НИИ методов краеведческой работы Российского института культурологии): монография / кол. авторов; отв. ред. С. Ю. Житенёв; Российский НИИ культурного и природного наследия им. Д. С. Лихачёва. М.: Институт наследия, 2017. 304 с. ISBN 978-5-86443-247-1
- Пархоменко Т. А. (в соавторстве). Семиозис и культура: интеллектуальные практики: монография / М-во образования и науки Российской Федерации, Коми гос. пед. ин-т, Сыктывкарское культурологическое о-во. Сыктывкар: Коми гос. пед. ин-т, 2013. 393 с. ISBN 978-5-87661-232-8
- Пархоменко Т. А. (в соавторстве). Интеллектуальная элита в контексте русской истории XIX—XX вв. / под ред. Т. А. Пархоменко; Российский ин-т культурологии. — М.: РОССПЭН, 2012. 317 с. ISBN 978-5-8243-1415-1
- Пархоменко Т. А. (в соавторстве). Очерки русской культуры. Конец XIX-начало XX века / [редкол.: Л. В. Кошман и др.]. Т. 2: Власть. Общество. Культура. М.: Изд-во Моск. ун-та, 2011. 738 с. ISBN 978-5-211-06235-1
- Пархоменко Т. А. Культура без цензуры. Культура России от Рюрика до наших дней. М.: Книговек, 2010. 656 с. ISBN 978-5-4224-0173-4
- Пархоменко Т. А. Русский интеллектуал на рубеже эпох. Вторая половина XIX — первая половина XX Века. СПб.: Век искусства; Нива, 2007. 208 с. ISBN 5-86456-072-3
- Пархоменко Т. А. Художник И. К. Пархоменко в лабиринте русской культуры. 1870—1940 годы. М.: Изд-во Главархива Москвы ОАО «Московские учебники», 2006. 147 с. ISBN 5-7228-0130-5
- Пархоменко Т. А. Пархоменко Т. А. Культура России и просвещение народа во второй половине ХIХ — начале XX века. М.: М-во культуры РФ. Рос. Ин-т культурологии, 2001. 258 с. ISBN 5-93719-012-2.

### Справочно-энциклопедические издания
- Пархоменко Т. А. (в составе коллектива авторов). Прикладная культурология. Энциклопедия / Сост. и научн. ред. И. М. Быховская. М.: ООО "Издательство «Согласие», 2019. 846 с. ISBN 978-5-907038-18-9
- Пархоменко Т. А. (в составе коллектива авторов). Историческая культурология / Энциклопедия культурологии. М.: Академический проект; Альма Матер, 2015. 795 с.
- ISBN 978-8291-1876-1
- Пархоменко Т. А. (в составе коллектива авторов). Культурология: люди и идеи / Федерал. агентство по культуре и кинематографии, Рос. ин-т культурологии. М.: РИК: Акад. проект, 2006. 539 с. (Энциклопедия культурологии / гл. ред. серии К. Э. Разлогов). ISBN 5-93719-059-9.
- Пархоменко Т. А. (в составе коллектива авторов). Российская музейная энциклопедия / Рос. ин-т культурологии; редкол.: В. Л. Янин (председ.) и др. [2. изд.]. М.: Прогресс: РИПОЛ классик, 2005. 848 с. ISBN 5-01-004535-4; 5790533183
- Пархоменко Т. А. (в составе коллектива авторов). Российская музейная энциклопедия: в 2 т./ Мин-во культуры РФ, Российский ин-т культурологии, Ин-т «Открытое общество». М.: Прогресс; Рипол Классик, 2001. Т. 1: А — М. 416 с. ISBN 5-01-004535-4. — ISBN 5-01-004537-0. — ISBN 5-7905-1007-8.: Т. 2: Н — Я. 436 с. ISBN 5-01-004536-4. — ISBN 5-01-004537-0. — ISBN 5-7905-1008-6. — ISBN 5-79-051006-X.

### Учебные пособия
- Пархоменко Т. А. (в соавторстве). Основы музееведения: Учебное пособие. Изд. 4-е. М.: Книжный дом «Либроком», 2015. 432 с. ISBN 978-5-397-04064-8
- Пархоменко Т. А. (в соавторстве). Основы музееведения: Учебное пособие. Изд. 3-е. М.: Книжный дом «Либроком», 2012. 430 с. ISBN 978-5-397-03208-7
- Пархоменко Т. А. (в соавторстве). Основы музееведения: Учебное пособие. Изд. 2-е. М.: Книжный дом «Либроком», 2010. 430 с. ISBN 978-5-397-00830-3
- Пархоменко Т. А. (в соавторстве). Основы музееведения: [учебное пособие для студентов высших учебных заведений, обучающихся по специальности 052800 «Музейное дело и охрана памятников»] / М-во культуры и массовых коммуникаций Рос. Федерации, Федер. агентство по культуре и кинематографии, Гос. ин-т искусствознания, Рос. ин-т культурологии. М.: Едиториал УРСС, 2005. 501 с. ISBN 5-354-00857-3.